# Źródło Śmierdzące

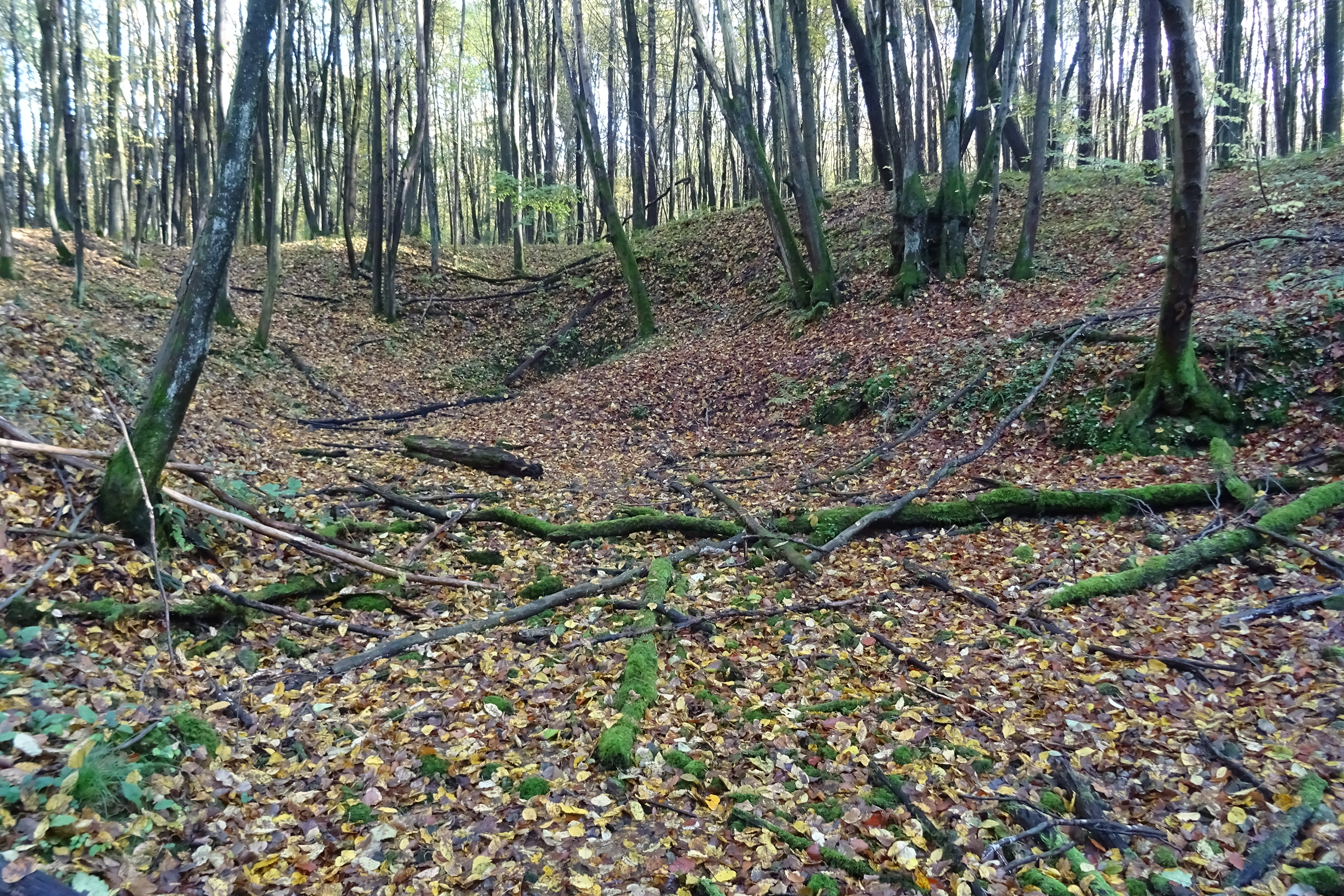
Źródło Śmierdzące

Źródło Śmierdzące – źródło znajdujące się w rezerwacie przyrody Las Królewski, w miejscowości Krzczonów, w województwie lubelskim.

## Pochodzenie nazwy
Wbrew pozorom, nazwa źródła nie pochodzi od tego, że ulatnia się z niego nieprzyjemny zapach. Pochodzi z czasów potopu szwedzkiego, kiedy działały tu wojska partyzanckie, dowodzone przez szlachciców wiernych Janowi Kazimierzowi. W lasach pod Krzczonowem ukrywał się wojewoda wileński Paweł Sapieha.
Jeden z pułkowników króla Szwecji Karola Gustawa z nazwiskiem Torneskold, wraz ze swoimi oddziałami podążał w stronę Piask. Sapieha ze swoimi kolumnami zauważył Szwedów, jednak nakazał czekać na dogodną chwilę do ataku. Szwedzki oddział rozłożył biwak przy źródle w lesie koło wsi Żuków. Rankiem na Szwedów najechały wojska litewskie. Chłopi z pobliskich wsi mieli pochować ciała szwedzkich żołdaków, ale w lęku przed odwetem nie zrobili tego. Z powodu upałów ciała zaczęły szybko się rozkładać a w dodatku rozszarpały je dzikie zwierzęta. Leżały wokół źródła, później nazwanego Śmierdzącym.